# Kościół Matki Bożej Gromnicznej w Mostach
Kościół Matki Bożej Gromnicznej w Mostach – katolicki kościół parafialny zlokalizowany we wsi Mosty w gminie Goleniów, w powiecie goleniowskim (województwo zachodniopomorskie).

## Historia i architektura
Wzniesiony z kamienia i cegły kościół sytuowany został na planie prostokąta. Powstał pod koniec XV wieku, w XIX wieku został częściowo przebudowany w stylu neogotyckim. Posiada wydzielone, zamknięte trójbocznie prezbiterium. Od strony zachodniej do kościoła przylega pochodząca z 1721 roku wieża. Wieża jest dwupoziomowa: ceglana na rzucie kwadratu w dolnej części, w górnej – drewniana, odeskowana, na planie ośmioboku, zwieńczona hełmem krytym gontem. W przyziemiu wieży znajduje się portal wejściowy. Z pierwotnego, średniowiecznego wyposażenia zachowało się siedem gotyckich rzeźb oraz dwie romańskie misy chrzcielne o średnicach 51 cm i 59 cm, ustawione na zewnątrz kościoła obok wejścia.
Wnętrze kościoła nakryte jest otwartym, podwyższonym stropem. Zachowały się elementy XIX-wiecznego wyposażenia: empora chórowa wzdłuż zachodniej i północnej ściany kościoła, ambona, ławki, prospekt organowy w zachodniej części empory. W prezbiterium, oddzielonym od nawy łukiem tęczowym i nakrytym sklepieniem krzyżowo-żebrowym, znajdują się trzy okna z witrażami. Wnętrze kościoła zostało odmalowane w 1969 roku przez Michała Lipkę.
Po II wojnie światowej kościół został poświęcony jako świątynia katolicka w dniu 3 kwietnia 1946 roku. Od 1957 roku jest kościołem parafialnym.